# Fenton John Anthony Hort
Fenton John Anthony Hort (Dublin, 23 avril 1828 - Cambridge, 30 novembre 1892) est un théologien britannique et prêtre de l'église anglicane. Il est éditeur, avec Brooke Foss Westcott d'une édition de référence en grec original du Nouveau Testament, “The New Testament in the Original Greek”, selon la méthode de la critique textuelle.
Hort est un spécialiste du Nouveau Testament, professeur à l'université Emmanuel College et membre du comité de rédaction de l'English New Testament Revision Committee à l'origine de la version révisée en anglais de la traduction de la Bible du Roi Jacques.

## Botanique
Fenton John Anthony Hort est considéré comme auteur en botanique et possède à ce titre, une abréviation, « Hort ». Celle-ci est toutefois facilement confondue avec l'abréviation de hortulanorum, « hort. », avec un point et généralement tout en minuscule.

## Ouvrages
- The Christian Ecclesia (1897)
- Judaistic Christianity (1894)
- Village Sermons (two series)
- Cambridge and other Sermons
- Prolegomena to ... Romans and Ephesians (1895)
- The Ante-Nicene Fathers (1895); and two Dissertations
- The Constantinopolitan and other Eastern Creeds in the Fourth Century.